# 하산 알탐바크티
하산 모하메드 오사마 알탐바크티(아랍어: حسن محمد أسامة التمبكتي, Hassan Mohammed Osama Al-Tambakti, 1999년 2월 9일 ~ )는 사우디아라비아의 축구 선수로, 현재 사우디 프로페셔널리그의 알힐랄과 사우디아라비아 축구 국가대표팀에서 센터백으로 뛰고 있다.